# Chelidoptera tenebrosa
Chelidoptera tenebrosa là một loài chim trong họ Bucconidae.